# Nejc Skubic
Nejc Skubic, né le 13 juin 1989 à Ljubljana en Yougoslavie (auj. en Slovénie), est un ancien footballeur international slovène, qui évoluait au poste d'arrière droit.

## Biographie

### Carrière en club
Nejc Skubic dispute un match en Ligue des champions, et 14 matchs en Ligue Europa.

### Carrière internationale
Nejc Skubic compte dix sélections avec l'équipe de Slovénie depuis 2016. 
Il est convoqué pour la première fois en équipe de Slovénie par le sélectionneur national Srečko Katanec, pour un match amical contre la Macédoine le 23 mars 2016. Le match se solde par une victoire 1-0 des Slovènes.

## Palmarès
Interblock Ljubljana
- Vainqueur de la Coupe de Slovénie en 2009

 Konyaspor
- Vainqueur de la Coupe de Turquie en 2017
- Vainqueur de la Supercoupe de Turquie en 2017